# Cohen's Dream
Cohen's Dream è un cortometraggio muto del 1909 diretto da George D. Baker.
"Cohen" è "l'ebreo" nella sua versione comica stereotipizzata che dal vaudeville entrò quindi nel cinema. Interpretato volta volta da attori diversi, il personaggio è il protagonista sin dal 1904 di numerosi cortometraggi, dove la caricatura tende talora pericolosamente a sfociare in aperto antisemitismo.
Qui ad interpretare il ruolo di "Cohen" è John Bunny, che già lo aveva fatto in Cohen at Coney Island, di cui il film è il sequel. I due corti uscirono nelle sale programmati insieme.

## Trama
Dopo la faticosa giornata trascorsa a Coney Island, Cohen e la sua famiglia ritornano a casa, vanno a letto presto e si addormentano quasi all'istante. In sogno papà Cohen visita di nuovo tutte le attrazioni del parco di divertimenti, dalla cartomante egiziana, alla danza di Salome. Quando infine giunge a Bostock's, il padiglione degli animali selvaggi, essi fuggiti dalle gabbie lo inseguono per la strada. Nel momento in cui gli animali stanno per saltargli addosso, Cohen si sveglia di soprassalto. Prende allora un paio di pagnotte di pane azzimo dal tavolo, le mangia e rilassato torna a letto, immergendosi questa volta in sogni piacevoli.

## Produzione
Il film fu prodotto dalla Vitagraph Company of America.

## Distribuzione
Distribuito dalla Vitagraph Company of America, il film - un cortometraggio di 90 metri - uscì nelle sale cinematografiche USA il 23 marzo 1909. Nelle proiezioni, veniva programmato con il sistema dello split reel, accorpato in un'unica bobina con un altro cortometraggio prodotto dalla Vitagraph, Cohen at Coney Island.